# ميكولا أفيلوف
ميكولا أفيلوف (الأوكراني:Микола Вікторович Авілов، روسي:Николай Викторович Авилов، مواليد 6 أغسطس 1948) لاعب عشاري أوكراني من أوديسا تنافس في ثلاث دورات الألعاب الأولمبية 1968 و1972 و1976. فاز بالميدالية الذهبية عام 1972 مسجلا رقما قياسيا عالميا جديدا، و الميدالية البرونزية عام 1976، وأنهى المسابقة رابعاً عام 1968.

## روابط خارجية
- ميكولا أفيلوف على موقع الاتحاد الدولي لألعاب القوى (الإنجليزية)
- ميكولا أفيلوف على موقع اللجنة الأولمبية الدولية (الإنجليزية)
- ميكولا أفيلوف على موقع أوليمبيديا (الإنجليزية)